# 国鉄クモユ141形電車
国鉄クモユ141形電車（こくてつクモユ141がたでんしゃ）とは、鉄道郵便輸送用として1967年（昭和42年）から製造され、日本国有鉄道（国鉄）に車籍を有した電車（郵便車）である。

## 概要
101系以来の直流形新性能電車では、電装機器を2両に分散搭載するMM'ユニット電動車方式が基本であった。しかしこの方式は1両単位が基本の荷物車・郵便車として使用する電車には向かず、旧性能電車のモハ72形から改造されたクモユニ74形・クモニ83形などが各線区で使用されていた。
1967年に高崎線・上越線系統普通列車の電車化を実施するにあたり、郵便・荷物車の電車化が必要になった。荷物車は72系改造車のクモニ83形が投入されたが、郵便車は新製投入されることになり、115系や70系、一部のクモニ83形と併結可能な新性能1M電車として1967年8月に登場したのがクモユ141形である。国鉄電車で全室を郵便室とした初の形式で、直流新性能電車として初の1M方式が採用された。
国鉄の新性能1M電車としては、交流・交直流電車を含めた場合は1959年のクモヤ791形、1967年の711系試作車が先行する。1977年にはクモユ141形をベースに発電・抑速ブレーキ対応としたクモヤ143形など143系列が、1980年には101系の走行機器を流用したクモル145形など145系列が、同じ1980年にはローカル線向けに103系と同様の機器類を用いた105系が登場している。
クモユ141形は1967年に1 - 5の5両、1968年（昭和43年）に6 - 10の5両、郵便電車としては最多の計10両が日本車輌製造・汽車製造で製造された。郵政省が所有し、国鉄に車籍を置く私有車両である。上越線・信越本線系統のほか一時は東海道本線の京阪神近辺でも使用されたが、1986年（昭和61年）3月ダイヤ改正を控えた3月1日をもってトラック輸送に切り替えられ、全車両が運用を離脱した。その後、分割民営化前に全車が除籍・廃車された。

## 構造

### 車体
前後に運転台をもつ両運転台式で、1両での運転も可能である。正面は、運転台取り付け改造車の2代目クハ85形や、旧形国電改造の荷物車や郵便荷物合造車で採用された高運転台+傾斜配置の3連窓で、灯火類は正面窓下左右にシールドビームの前照灯と標識灯を設ける。この意匠は、先に製造された荷物・郵便荷物合造車とも同様のもので、いわゆる当時の国鉄「荷電」の標準形態である。外部塗色は緑2号+黄かん色の「湘南色」で、クモニ83形などと同一の塗り分けである。
側面中央には区分室採光窓が幕板部に配される。側窓は郵袋室の側扉窓・乗務員室扉窓を除きHゴム支持の固定窓で開閉はできない。車内労働作業環境改善のため冷房装置が当初より装備され、屋根上にAU12形分散式冷房装置を4基搭載する。
車内設備は同時期に製造されたオユ10形客車とほぼ同一の構成である。鉄道郵便局員が郵便物を区分けする区分室・押印台などを中央に配し、小包などを保管する締切室・郵袋室を両端に配する。郵便室の荷重は7 tである。側扉は小包締切郵袋室が幅1,200 mm、通常締切郵袋室は幅900 mmとされた。

### 主要機器
1両単位で運用する必要から、電装方式は主回路機器を1両にすべて搭載する「1M方式」とされた。直流新性能電車の1M方式はクモユ141形が初の採用例である。
主電動機は100kWの直流直巻電動機MT57形を4基装備する。MT57形は端子電圧を750Vとし、2個直列2並列（2S2P）の主電動機接続構成に対応させたもので、定格速度の高い線区での運用が考慮された。歯数比は17:82=1:4.82で、近郊形電車と同一である。
台車は国鉄近郊形電車の標準形式DT21B形である。スカートは装備せず、台車端部にスノープロウを装備する。
主抵抗器・主制御器など各機器は艤装空間の制限から小型化され、発電ブレーキは省略された。主制御器はCS32形で、従来の新性能電車用とは異なり旧性能電車用のCS10・CS11形を一体化・近代化した設計とされた。主抵抗器は自然通風式のMR91形である。主幹制御器はMC37A形で、クモユ141形の運転台から他車の発電ブレーキを制御することも可能である。
新性能電車と旧性能電車のどちらとも併結を行うため、ジャンパ連結器の接続状況により併結車両に応じたブレーキ方式を判別する新旧自動切換装置を搭載した。新性能電車で電磁直通ブレーキを搭載する111・113系、115系、旧性能電車で自動空気ブレーキを搭載する70系・80系、およびクモニ83形のうち新旧自動切換装置を搭載した車両との混結運転が可能である。
電動発電機は制御・冷房電源兼用のため容量20 kVAのMH122B-DM76Bが搭載された。パンタグラフはPS16形が1基搭載された。

## 運用の変遷
1 - 5は製造直後に新前橋電車区（現・高崎車両センター）に配置されたが、翌1968年（昭和43年）10月1日のダイヤ改正に伴い長岡運転所（現・長岡車両センター）に転属し、引き続き高崎線・上越線系統で使用された。
6 - 10は宮原電車区（現・網干総合車両所宮原支所）に新製配置され、東海道本線大阪口で使用された。1978年（昭和53年）10月2日ダイヤ改正に伴い長野運転所（現・長野総合車両センター）に転属した。
以降、長野・新潟地区と東京を結ぶ列車系統において、旅客列車への併結・荷物列車への組み込みで使用された。1986年（昭和61年）3月ダイヤ改正を控えた3月1日をもってトラック輸送に切り替えられ、全車両が運用を離脱した。長岡運転所配置車（1 - 5）は2月28日の長岡到着分、長野運転所配置車（6 - 10）は3月1日の長野到着分が最終仕業となった。その後、9月30日の鉄道郵便輸送廃止により、10月1日付で全車が廃車された。